# 竹原直隆
竹原 直隆（たけはら なおたか、1980年4月21日 - ）は、岡山県岡山市東区出身の元プロ野球選手（外野手）。左投右打。PAMSとマネジメント契約を結んでいる。

## 経歴

### プロ入り前
岡山県の関西高校を経て、首都大学野球連盟所属の城西大学時代は渡辺直人と同級生で明治神宮大会準優勝。日米大学野球選手権大会、第1回世界大学野球選手権日本代表として活躍した。首都大学リーグでの通算成績は83試合出場、281打数75安打、打率.267、9本塁打、42打点。ベストナインに3度選出された。その後三菱自動車岡崎に入社。
三菱自動車岡崎では1年目に第74回都市対抗野球大会では3本塁打でベスト4。第35回IBAFワールドカップ日本代表で5番打者として活躍し銅メダル獲得に貢献するも、翌年に本社で三菱リコール隠しが発覚し三菱自動車岡崎も活動自粛を余儀なくされ、2年目はほとんど実績を残せずに終わる。

### ロッテ時代

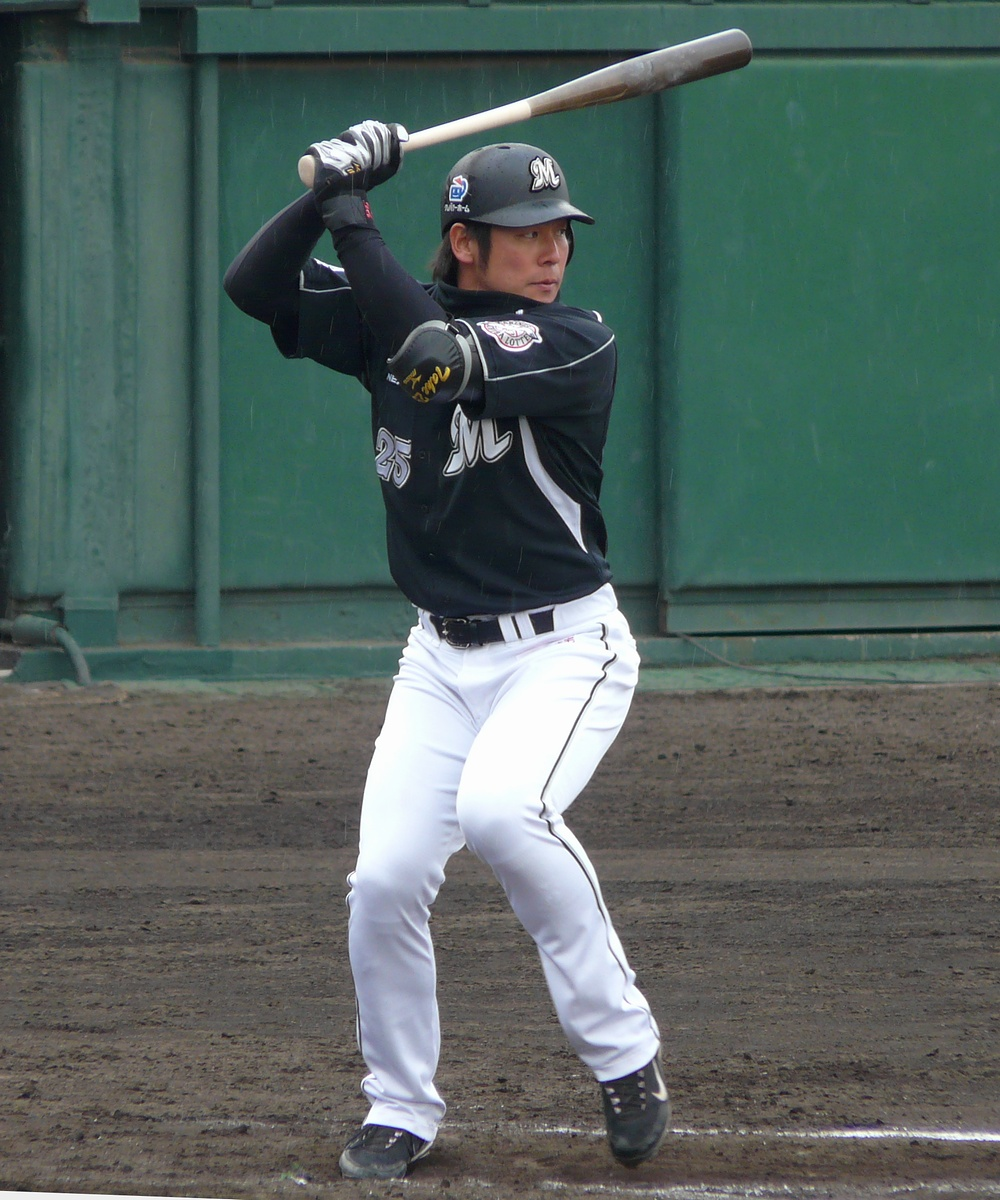
打席に立つ竹原

2004年11月17日に行われた2004年のドラフト会議で、千葉ロッテマリーンズからの4巡目指名を受けて入団した。背番号は「25」。
2005年はファームにて打率.313、23本塁打、57打点の活躍で、イースタン・リーグの本塁打王に輝く。打率は3位、打点は2位と二軍では格の違いを見せつけた。ファーム日本選手権では優秀選手賞を受賞し、チームのファーム日本一に大きく貢献した。
2006年もファームで打率.310、13本塁打、66打点で、2年連続の本塁打王と打点王も獲得した。9月後半からは一軍に呼ばれ、プロ初安打を放った。
2007年に初の開幕一軍メンバーに名を連ねた。5月19日の東北楽天ゴールデンイーグルス戦で谷中真二から一軍初本塁打を放つ。後半戦は主に相手が左投手の時は竹原、右の時は大松尚逸というように併用される形で一軍定着。終盤には左投手のときは福浦和也に代わって3番も任されるなど、後半戦だけで7本塁打（すべて左投手から）を打ち、そのうち4本が和田毅から放ったものであり、この年の対戦成績は8打数4安打、つまり彼から放った安打は全て本塁打であった。
2008年の春季キャンプ中に打撃フォームの改造に失敗。オープン戦から絶不調が続き一軍と二軍を行き来し、同期の大松が初めて規定打席に到達したのと裏腹に遅れをとった。シーズン中に4番を任されたこともあったが成績を残すことができず、前年を上回る67試合に出場しながらも打率.181、本塁打3本（うち1本はランニング本塁打）と不振に終わった。
2009年は衰えが顕著になったベニー・アグバヤニの後釜として、89試合に出場したものの打率.228、本塁打5本と期待に応えられなかった。
2010年に同じ右打ちの外野手の荻野貴司や清田育宏の加入や、新監督の西村徳文が前任のバレンタインと反対にスタメンを固定する方針を取ったことなどで出番が減少。指名打者でのスタメン出場はあったが目立った結果を残すことはできなかった。ファーム日本選手権では9回に一時逆転となる適時二塁打を放ち優秀選手賞を獲得した。
2011年4月3日に京セラドーム大阪で行われたチャリティーマッチで、中山慎也から逆転2点本塁打を放ち開幕を一軍で迎えた。一軍では2試合に出場したが、4月17日に出場登録抹消された。

### オリックス時代
2011年4月29日に金銭トレードでオリックス・バファローズに移籍した。背番号は「69」。移籍後は主に対左投手時に指名打者として先発出場。8月28日での古巣ロッテとの対決で小野晋吾から移籍後初の本塁打を放ち、T-岡田の二軍調整時には4番を任される試合もあったものの、本塁打は先述の1本に終わり、結局29試合の出場で打率.205、7打点と目立った結果は残せなかった。シーズン終了後には、背番号を「26」へ変更。
2012年は二軍で好成績を残しながら一軍初出場は6月26日と出遅れるが、主に7番・指名打者、または代打で定着する。7月25日の楽天戦では決勝本塁打、翌26日の対戦でも決勝犠飛を放ったほか、8月4日の対ロッテ戦でも逆転2点本塁打を放ち、対ロッテ戦では3本塁打7打点の活躍を見せた。しかし、8月に入ると打率が2割を切るなど打撃の粗さが目立つようになり、8月20日に登録抹消されると以降は再昇格はなく、最終的には打率.186、4本塁打10打点の成績でシーズンを終えた。一方、二軍では規定打席不足ながら7本塁打を放ち、ウエスタン・リーグ本塁打王を獲得。河野亮・山下勝充以来史上3人目のイ・ウ両リーグ本塁打王となった。
2013年は開幕戦で5番・DHで起用され、開幕スタメンに抜擢されたものの結果を残せず、ノーヒットのまま4月に登録抹消されると長らく二軍での調整が続いた。8月に昇格すると8月30日の西武戦では延長10回にデニス・サファテからシーズン初安打となる決勝二塁打を放つ活躍を見せたが、最終的には前年の出場数をさらに下回る20試合の出場に留まった。一方、二軍ではチーム最多の8本塁打を放っている。なお、シーズン終了後には、ロッテ時代に付けていた背番号25を再び使用することを発表している。
2014年には、5月5日にシーズン初の出場選手登録を果たすと、翌6日の対ロッテ戦（京セラドーム大阪）に4番・左翼手としてスタメンに起用。一軍公式戦のスタメンに4番打者で起用されたのは、2011年8月26日の同カード以来、自身3年ぶりであった。しかし、先頭打者・荻野貴司が先発投手・西勇輝の初球を打ち上げたところ、ライナー性の打球が左翼を守っていた竹原の手前でバウンド。捕球の体勢に入ろうとした竹原が人工芝に足を取られて横転する間に、荻野が本塁へ生還したため、結果としてNPB史上初の初回先頭打者初球ランニング本塁打を献上した。その一方で、3回裏の打席では古谷拓哉から1号本塁打を記録。バッティングでチームの勝利に貢献するとともに、古谷先発試合でのチームの連敗を5で阻止した。6月に出場選手登録をいったん抹消されたが、一軍がパシフィック・リーグ優勝争いの渦中にあった9月に再登録後は、4割台の打率を記録。レギュラーシーズン通算でも、一軍公式戦での打率が自己最高の.282にまで達した。
2015年4月25日の対北海道日本ハムファイターズ戦（札幌ドーム）7回表に、この年の一軍初安打となる逆転3点本塁打を代打で記録。チームがこの試合に勝利したため、竹原がオリックスで本塁打を放った一軍公式戦でのチームの連勝が8に伸びた。7月11日の対東北楽天ゴールデンイーグルス戦（楽天koboスタジアム宮城）でも、先制の2号ソロ本塁打を放った末にチームが勝利したため、前述の連勝記録を9に更新している。レギュラーシーズン全体では、ロッテ時代の2010年以来6年ぶりに、一軍公式戦への出場試合数が40試合に到達。前述の2本塁打、打率.267、移籍後最多の20安打・13打点・9得点を記録したが、10月26日に球団から戦力外通告を受けた。

### 西武時代
2015年11月12日、入団テストを兼ねて埼玉西武ライオンズの秋季キャンプに参加。「5番・指名打者」として出場した同日の紅白戦で2打数1安打（適時二塁打）1四球という結果を残したことから翌13日に入団契約で合意に至った。背番号は「6」。
2016年は22試合の出場で打率.200、1本塁打、6打点に終わり、10月1日に球団から戦力外通告を受けた。なお、11月13日に行われた12球団合同トライアウトには参加していない。12月2日に自由契約公示された。

### 引退後
現在はPAMS Baseball Academyで講師を務めている。

## 選手としての特徴
プロ野球界でも珍しい左投右打。左投手に強く、長打力を魅力とする。

## 詳細情報

### 年度別打撃成績
| 年 度     | 球 団      | 試 合 | 打 席 | 打 数 | 得 点 | 安 打 | 二 塁 打 | 三 塁 打 | 本 塁 打 | 塁 打 | 打 点 | 盗 塁 | 盗 塁 死 | 犠 打 | 犠 飛 | 四 球 | 敬 遠 | 死 球 | 三 振 | 併 殺 打 | 打 率 | 出 塁 率 | 長 打 率 | O P S |
| --------- | ---------- | ----- | ----- | ----- | ----- | ----- | -------- | -------- | -------- | ----- | ----- | ----- | -------- | ----- | ----- | ----- | ----- | ----- | ----- | -------- | ----- | -------- | -------- | ----- |
| 2005      | ロッテ     | 2     | 4     | 4     | 0     | 0     | 0        | 0        | 0        | 0     | 0     | 0     | 0        | 0     | 0     | 0     | 0     | 0     | 2     | 0        | .000  | .000     | .000     | .000  |
| 2006      | ロッテ     | 8     | 20    | 19    | 2     | 2     | 0        | 0        | 0        | 2     | 0     | 0     | 0        | 0     | 0     | 1     | 0     | 0     | 1     | 0        | .105  | .150     | .105     | .255  |
| 2007      | ロッテ     | 66    | 141   | 122   | 17    | 30    | 6        | 0        | 8        | 60    | 23    | 2     | 0        | 2     | 4     | 11    | 0     | 0     | 29    | 2        | .246  | .299     | .492     | .791  |
| 2008      | ロッテ     | 67    | 139   | 116   | 19    | 21    | 8        | 0        | 3        | 38    | 16    | 1     | 2        | 2     | 0     | 20    | 0     | 1     | 24    | 4        | .181  | .307     | .328     | .634  |
| 2009      | ロッテ     | 89    | 262   | 215   | 23    | 49    | 9        | 1        | 5        | 75    | 30    | 2     | 5        | 6     | 2     | 34    | 1     | 5     | 61    | 3        | .228  | .344     | .349     | .693  |
| 2010      | ロッテ     | 40    | 79    | 72    | 6     | 10    | 3        | 0        | 1        | 16    | 7     | 1     | 0        | 0     | 0     | 7     | 0     | 0     | 17    | 3        | .139  | .215     | .222     | .437  |
| 2011      | ロッテ     | 2     | 4     | 4     | 0     | 1     | 0        | 0        | 0        | 1     | 0     | 0     | 0        | 0     | 0     | 0     | 0     | 0     | 0     | 0        | .250  | .250     | .250     | .500  |
| 2011      | オリックス | 29    | 85    | 78    | 3     | 16    | 0        | 0        | 1        | 19    | 7     | 0     | 0        | 0     | 2     | 5     | 0     | 0     | 16    | 2        | .205  | .247     | .244     | .491  |
| '11計     | オリックス | 31    | 89    | 82    | 3     | 17    | 0        | 0        | 1        | 20    | 7     | 0     | 0        | 0     | 2     | 5     | 0     | 0     | 16    | 2        | .207  | .247     | .244     | .491  |
| 2012      | オリックス | 34    | 107   | 97    | 7     | 18    | 3        | 0        | 4        | 33    | 10    | 0     | 0        | 0     | 3     | 6     | 0     | 1     | 28    | 3        | .186  | .234     | .340     | .574  |
| 2013      | オリックス | 20    | 49    | 42    | 2     | 10    | 4        | 0        | 1        | 17    | 8     | 0     | 0        | 0     | 0     | 7     | 0     | 0     | 13    | 0        | .238  | .347     | .405     | .752  |
| 2014      | オリックス | 21    | 43    | 39    | 3     | 11    | 3        | 0        | 1        | 17    | 4     | 0     | 0        | 0     | 1     | 3     | 0     | 0     | 5     | 1        | .282  | .326     | .436     | .761  |
| 2015      | オリックス | 41    | 88    | 75    | 9     | 20    | 8        | 0        | 2        | 34    | 13    | 0     | 0        | 0     | 0     | 12    | 0     | 1     | 14    | 2        | .267  | .375     | .453     | .828  |
| 2016      | 西武       | 22    | 31    | 30    | 2     | 6     | 1        | 0        | 1        | 10    | 6     | 0     | 0        | 0     | 0     | 1     | 0     | 0     | 4     | 1        | .200  | .226     | .333     | .559  |
| NPB：12年 | NPB：12年  | 441   | 1052  | 913   | 93    | 194   | 45       | 1        | 27       | 322   | 124   | 6     | 7        | 10    | 12    | 107   | 1     | 8     | 214   | 21       | .212  | .297     | .353     | .650  |

### 年度別守備成績
| 年 度 | 外野  | 外野  | 外野  | 外野  | 外野  | 外野     |
| 年 度 | 試 合 | 刺 殺 | 補 殺 | 失 策 | 併 殺 | 守 備 率 |
| ----- | ----- | ----- | ----- | ----- | ----- | -------- |
| 2005  | 1     | 1     | 0     | 0     | 0     | 1.000    |
| 2006  | 8     | 13    | 0     | 0     | 0     | 1.000    |
| 2007  | 32    | 50    | 2     | 2     | 0     | .963     |
| 2008  | 41    | 40    | 0     | 0     | 0     | 1.000    |
| 2009  | 69    | 94    | 2     | 2     | 0     | .980     |
| 2010  | 10    | 12    | 0     | 0     | 0     | 1.000    |
| 2014  | 14    | 14    | 0     | 0     | 0     | 1.000    |
| 2015  | 22    | 16    | 0     | 0     | 0     | 1.000    |
| 2016  | 3     | 1     | 0     | 0     | 0     | 1.000    |
| 通算  | 200   | 241   | 4     | 4     | 0     | .984     |

### 記録
- 初出場・初先発出場：2005年6月10日、対中日ドラゴンズ4回戦（ナゴヤドーム）、7番・左翼手で先発出場
- 初打席：同上、2回表にルイス・マルティネスの前に空振り三振
- 初安打：2006年9月19日、対オリックス・バファローズ20回戦（千葉マリンスタジアム）、5回裏にトム・デイビーから中前安打
- 初打点：2007年3月30日、対福岡ソフトバンクホークス1回戦（千葉マリンスタジアム）、2回裏に神内靖から左中間へ適時二塁打
- 初本塁打：2007年5月19日、対東北楽天ゴールデンイーグルス8回戦（フルキャストスタジアム宮城）、7回表に谷中真二から左越3ラン
- 初盗塁：2007年10月3日、対福岡ソフトバンクホークス24回戦（千葉マリンスタジアム）、1回裏に二盗（投手：大隣憲司、捕手：田上秀則）

### 背番号
- 25（2005年 - 2011年途中、2014年 - 2015年）
- 69（2011年途中 - 同年終了）
- 26（2012年 - 2013年）
- 6（2016年）

### 登場曲
- 「SPIRIT OF LOVE」SING LIKE TALKING（2016年‐）